# Кузнецов, Анатолий Васильевич (оператор)
Анато́лий Васи́льевич Кузнецо́в (17 марта 1928 — 1 августа 2006) — советский кинооператор, постановщик, заслуженный деятель искусств РСФСР (1976).

## Биография
- 1952 год — окончил операторский факультет ВГИКа (мастерская М. П. Магидсона).
- 31 декабря 1976 года — присвоено звание заслуженного деятеля искусств РСФСР
- 1978 год — стал членом КПСС

Работал оператором-постановщиком киностудии «Мосфильм».
Умер в 2006 году. Урна с прахом захоронена в колумбарии на Донском кладбище.

## Фильмография
- 1958 — Трое вышли из леса
- 1959 — Солнце светит всем
- 1961 — Мир входящему
- 1962 — Монета
- 1964 — Добро пожаловать, или Посторонним вход воспрещён
- 1966 — Скверный анекдот
- 1967 — Первый курьер (болгарско-советский фильм)
- 1969 — Адам и Хева
- 1971 — Возвращение к жизни
- 1974 — Авария
- 1975 — Момент истины (В августе 44-го…) (не закончен)
- 1977 — Собственное мнение
- 1978 — Бархатный сезон (швейцарско-советский фильм)
- 1980 — Рассказ неизвестного человека
- 1981 — От зимы до зимы
- 1982 — Случай в квадрате 36-80
- 1985 — Неудобный человек
- 1986 — Верую в любовь
- 1990 — Гол в Спасские ворота

## Оценки деятельности
Режиссёр Элем Климов о Кузнецове:
Совместная работа с этим оператором, великолепным профессионалом и истинно творческим человеком, была для меня, студента, большой и серьезной школой. Вкус, чувство ритма, точное ощущение колорита, безупречное владение светом и камерой, да к тому же большая скорость в работе! Поздно запустившись и имея впереди 1500 м солнечной натуры с детьми и животными, мы шли на большой производственный риск. И только участие в фильме такого оператора спасло группу. Анатолий Кузнецов самым деятельным и плодотворным образом участвовал во всех этапах работы, начиная с режиссёрского сценария.